# Pterolophia adachii
Pterolophia adachii là một loài bọ cánh cứng trong họ Cerambycidae.